# Teresa (teleregény)
Teresa egy 2010 és 2011 között forgatott mexikói filmsorozat Angelique Boyer, Sebastián Rulli, Aarón Díaz, Ana Brenda Contreras és Margarita Magaña főszereplésével. A sorozat az 1959-ben készült Teresa című teleregény remake-je. Magyarországon 2012. február 10-én tűzte műsorra az RTL Klub.

## Tartalom
Teresa Chavez egy fiatal, szegény családból származó lány, aki Mexikóváros nyomornegyedében lakik, és épp csak befejezte a középiskolát. Barátja Paulo, egy gazdag ifjú örökös, aki úgy tudja, hogy Teresa hasonló anyagi körülmények közül való, mint ő. Teresa célja házasságra lépni a fiúval minél előbb, hogy bekerüljön az elit körökbe. A fiú azonban követi hazáig a lányt és rájön az igazságra, majd elválnak útjaik. Itt jön képbe Mariano, Teresa gyermekkori szerelme és szomszédja, aki bár elkezdte az orvosi egyetemet, de félbe kellett hagynia azt anyja halála miatt. Mariano megvédi Teresát az agresszív és csalódott Paulotól, így újra egymásra találnak. Paulora már rég szemet vetett Teresa legnagyobb ellensége, Aida. Összefogva kitervelik, hogy féltékennyé teszik és egy születésnapi partin megalázzák Teresát és nyilvánosságra hozzák titkát. 
Az eset után a lány könnyek között fogadja meg, hogy senki többé nem alázhatja meg származása miatt és bosszút esküszik. Aurora vigasztalja őt, aki Teresa legjobb barátnője és szintén magasabb társadalmi rétegből származik, ő is most kezdi az egyetemet, mint orvos. Itt találkozik össze Marianoval, akibe első látásra beleszeret. Abban a hitben, hogy nem ismerik egymást, megosztja ezt Teresával is, aki innentől kezdve mindent bevet, hogy kettejüket távol tartsa egymástól. Mint leendő ügyvéd, Teresát felkeresi egyik tanára, hogy tehetsége alapján magánegyetemi oktatását finanszírozná. Kinyomozta ugyanis, hogy milyen anyagi háttérrel rendelkezik a Chavez család. A lány szülei ellenzik az ajánlatot és hátsó szándékot sejtenek, ám látva, hogy munkával megtéríthető a kölcsön, végül belemennek. Teresa húga, Rosa meghal egy nem diagnosztizált szívelégtelenség következtében, testvére pedig ezért a szegénységet okolja. Kiszemeli magának a tehetős mentorát, Arturo de la Barrerát, aki amellett, hogy a jogi egyetem tanára, egyben Mexikó leghíresebb ügyvédje is. Bevezeti a lányt olyan társaságokba, ahová másképp sosem juthatott volna el. 
Egyetem évei alatt Teresa tovább szövögeti hálóját Arturo meghódítására többek között a férfi húgán, Luisán keresztül. Aurora ez időre Franciaországba utazik, hogy elfelejtse szerelmét. Eltelik 3 év. Marianoból orvos lesz, továbbra is boldogok Teresával, aki szinte minden idejét a professzorral tölti. Arturo hosszú évek után ismét szerelmes lett, mégpedig Teresába, azonban meg akarja várni annak diplomáját a lánykérésig, abban a hitben él ugyanis, hogy a lány még egyedülálló. Közben Mariano is megkéri Teresa kezét, aki nemet mond kifogásokat keresve. Egy családi vitát követően Teresa Arturo karjaiba menekül és azt hazudja, hogy szülei erőszakkal akarják Marianohoz kényszeríteni. Odaköltözik a professzor házába mint "Luisa legjobb barátnője" hiszen a családja ekkor még semmit nem sejt kettejük viszonyáról. Keresztanyja, Juana is vele tart. Arturo gyengéd érzelmeit először Teresa apjának vallja be, aki látva, hogy jó ember, áldását adja kettejük frigyére. Megtörténik az eljegyzés, melyről Mariano megtörten értesül. Párhuzamosan Aida és Paulo is házasságra készülnek, noha utóbbi sose szeretett ki igazán Teresából, drogfüggővé vált, amibe még az esküvő előtt bele is hal. Teresa a menyegzőre készülve folyamatosan visszavágyódik igaz szerelméhez, Marianohoz, azonban a professzor által kínált gazdaságról képtelen lemondani. Az esküvő előtt megígéri Marianonak, hogy elszökik vele és együtt töltenek egy szenvedélyes éjszakát. 
A szökésre mégsem kerül sor, Arturo ugyanis egy autóval lepi meg leendő nejét. Mindenki döbbenetére az értetlen Mariano megszakítja az esküvői ceremóniát, válaszul Teresa elzavarja őt a templomból. Arturo legjobb barátja, Fernando, aki Luisa gyermekkori szerelme Mexikóba érkezik, és bár nagy szoknyavadász hírében áll, mégis komoly kapcsolatot kezd Luisaval, sőt anyai nyomásra el is jegyzi őt. Teresa és Arturo házassága nem indul zökkenőmentesen, hiszen a fiatal feleség még mindig egykori szerelme után vágyakozik, miközben Mariano először Aidával, majd Aurorával vigasztalódik. Úgy néz ki, Arturo régi menyasszonyának, Palomának sikerül az újdonsült házaspárt szétválasztani, ám Arturo hűtlensége nem bizonyul válóoknak. Engesztelésképp a férfi elviszi Teresát egy európai álomútra, melynek során végre tényleg beleszeret férjébe. Az utazásnak azonban súlyos ára van, Arturo kezességet vállalt egyik ügyfele, Sainz bankhitelénél, és most mindkettejüket a csőd fenyegeti. Az ügyet megoldják ugyan, de az igazukat bizonyító aktákat ellopja a bűnöző Fito, Teresa zsarolója. Az ügy így elvész, Arturo pedig minden vagyonát elveszti. Teresa kétségbe esik, hiszen immár szerelmes a férjébe, most mégis újra szegénységbe kényszerül. 
Sainz öngyilkos lesz a kudarc után, felesége pedig kis híján agyonlövi Teresát. Míg a kórházban fekszik bénultan felesége, Arturo minden ingóságát eladja, hogy adósságait törlessze. A házát barátja, Fernando veszi meg. Időközben Oriana, Fernando anyja, aki gyűlöli Teresát kihallgat egy beszélgetést, melyből fény derül az esküvő előtti éjszakára. Teresa felépülését követően elmondja ezt Arturonak, aki mérhetetlen haragra gerjed, hosszú évek után újra az alkoholban keres menedéket, és mikor Teresa hazaér, agresszívan nekiront. Teresa könyörög, hadd maradjon a házban, hiszen már csak őt szereti, a férfi pedig látszólag meg is bocsát neki, innentől kezdve mégis gyanakodva szemléli felesége minden mozzanatát. Hogy próbára tegye, azt hazudja Teresának, hogy minden pénze odalett és költözniük kell. Elviszi hát Teresát a szülőházába. Így tesztelve, hogy tényleg szereti-e vagy csak a pénze miatt ment hozzá. Teresa Luisátol tudja meg hogy mindez csak egy színjáték, ezért állja a sarat, Arturot pedig Fernando és Luisa jobb belátásra térítik. Beköltöznek Fernando üresen maradt lakásába. 
Teresa eltökéli, hogy visszaszerzi a házat a De la Barrera családnak, ezért megkörnyékezi Fernandót tudván, hogy képtelen nemet mondani a nőknek. Ugyanakkor ezen lépésével Oriana orra alá is borsot akar törni amiért oly sokszor megalázta származása okán. Miközben egyre közelebb kerül a férfihoz, házassága megromlását ráfogja Arturo alkoholproblémáira es agressziójára. Fernando és Luisa már az esküvő előtt állnak, mikor a vőlegény felfedi, hogy beleszeretett Teresába. Luisa sokkos állapotban meséli el Arturonak a fejleményeket, miközben barátnője, Lucia próbál belé lelket önteni. Arturo elrohan Fernandohoz és súlyosan összeveri egykori barátját az árulása miatt. Fernando sebesülve Teresahoz megy, hogy közölje: a Barrera testvérek immár tudják az igazságot, így kapcsolatuk hivatalossá válhat. Csókolózás közben rajtakapja őket Armando, Teresa apja, aki így maga is szembesül lánya pénzéhségével, noha mindig megvédte őt ezekkel a pletykákkal szemben. A lányára förmedne, de már nem tud, mert szívinfarktust kap és meghal. A lányt ez összetöri, mert anno megesküdött az apjának, hogy kihozza őt a nyomorból. 
A temetésen Arturo vigasztalja a lányt, mert a család még nem tud a válásukról. Majd lassan mindenki értesül a hírről, illetve arról, hogy Teresa és Fernando a válás befejeztével házasságra készülnek. Ez Orianát érinti legrosszabbul, aki, hogy védje fia vagyonát, azzal fenyegetőzik, hogy kizárja őt az örökségéből és a cégektől is megfosztja. Ez a lépés teljesen negatívba fordítja az addig idilli anya-fia kapcsolatot. Teresa retteg attól, hogy a történelem megismétli önmagát és újfent elszegényedik, megoldásként pedig azt javasolja Fernandonak, hogy mielőtt az anyja el tudná venni minden tulajdonát, írassa át azokat másra. Fernando vakon bízik menyasszonyában, és teljhatalmat ad neki a cégek felett, mely döntés után Oriana agyvérzést kap, és lebénul. Míg Fernando kórházban ápolja az anyját, Teresa eladja a cégeket és óriási vagyonhoz jut általuk. Interjút ad egy bulvár magazinnak, mint leendő milliárdos feleség, azonban ekkor még senki sem sejti, hogy a frigy elmarad. 
Az interjú során Teresa az anyja és a keresztanyja füle hallatára tagadja le származását, és azt mondja, már hosszú ideje árva. Ekkor az utolsó támogatói, a családja is elpártol mellőle, ám kezdetben ez őt nem érdekli, hiszen kezében a pénz, már csak szerelmét, Arturot kell visszaszereznie. Azonban a férfi mélységesen csalódott és éppen próbál új életet kezdeni Lucia oldalán. Kísérletei, hogy visszahódítsa Arturot újra és újra kudarcba fulladnak. Bár azt állítja, Fernandoval csak azért volt együtt, hogy önmagukat megmentse a csődtől, Arturo kitart amellett, hogy Teresának a teljes frissen szerzett vagyonról le kell mondania, ha vissza akarja őt kapni. Ezért Teresa megpróbálja visszaadni Fernandonak a pénzt, azonban a férfi elutasítja azt. Teresa szenved a magánytól a házában, mikor beállít a rendőrség a hírrel, hogy Arturo autója fának csapódott, ám őt magát sehol sem találják. Teresa a keresésére indul és időben meg is találja, melynek hála a férfi felépülhet. 
A baleset hírére Luisa is hazajön az utazásból, ahova felejteni ment. A kórházban bátyja mellett Orianát is meglátogatja, és elmeséli neki, hogy gyereke fog születni Fernandotól. Fernando is megtudja, hogy egykori menyasszonya gyermeket vár és tesz egy sikertelen kísérletet Luisa visszaszerzésére, majd közli beteg anyjával, hogy soha nem házasodik meg. Teresa végül az utolsó fillérig eladományozza a cégek után járó pénzt annak az alapítványnak, melyet korábban Paloma, Arturo régi barátnője hozott létre. Abban a hitben, hogy így együtt lehet Arturoval, ám a férfi szerint túl késő már ehhez. Eltelik pár hónap és mindenki Aurora es Mariano esküvőjén vesz részt. Luisa nagy pocakkal, Arturo pedig Lucia oldalán van jelen az eseményen, melyet Teresa titokban néz végig. Még keresztanyja, Juana születésnapi bulijáról is elzavarja őt a ház népe. Hiába megy vissza az anyjához és könyörög megbocsátásért, a nő szerint csak a tettei fogják majd megmutatni, valóban megváltozott-e. Zokogva rohan apja sírjához, milyen egyedül maradt. Hazaérve is csak az üresség várja, és az évek során kapott intelmek és kritikák visszhangoznak a fejében. Szobájában sírva öleli magához az Arturotól kapott mackót, miközben egyre a nevét ismételgeti, sőt még magát a férfit is látni véli. Ekkor valóban betoppan hozzá Arturo, aki felsegíti a földről a megtört nőt, majd megöleli és megcsókolja.

## Szereposztás
| Színész(nő)          | Szerepnév                                | Magyar hang      |
| -------------------- | ---------------------------------------- | ---------------- |
| Angelique Boyer      | Teresa Chávez Aguirre de de la Barrera   | Zakariás Éva     |
| Sebastián Rulli      | Arturo de la Barrerra Azuela             | Tokaji Csaba     |
| Aarón Díaz           | Dr. Mariano Sánchez Suárez               | Varga Gábor      |
| Ana Brenda Contreras | Aurora Alcázar Coronel de Sánchez        | Madarász Éva     |
| Margarita Magaña     | Aída Cáceres Azuela                      | Dögei Éva        |
| Cynthia Klitbo       | Juana Godoy de González                  | Kiss Anikó       |
| Alejandro Ávila      | Cutberto González                        | Dolmány Attila   |
| Fernanda Castillo    | Luisa de la Barerra Azuela               | Bálizs Anett     |
| Isabella Camil       | Paloma Dueñas                            | Törtei Tünde     |
| Raquel Olmedo        | Oriana Guijarro vda. Moreno              | Zsurzs Kati      |
| Daniel Arenas        | Fernando Moreno Guijarro                 | Posta Victor     |
| Manuel Landeta       | Ruben Cáceres Muro                       | Tarján Péter     |
| Felicia Mercado      | Genoveva de Alba vda. de Castellanos     | Szórádi Erika    |
| Silvia Mariscal      | Refugio Aguirre de Chávez                | Rátonyi Hajni    |
| Juan Carlos Colombo  | Armando Chávez Gómez                     | Németh Gábor     |
| Óscar Bonifiglio     | Dr. Héctor Alcázar                       | Karsai István    |
| Fabiola Campomanes   | Esperanza Medina de Ledesma              | Kerekes Andrea   |
| Toño Mauri           | Dr. Hernán Ledesma                       | Haagen Imre      |
| Luis Fernando Peña   | Juan Antonio "Johnny" Gómez Domínguez    | Renácz Zoltán    |
| Dobrina Cristeva     | Mayra Azuela de Cáceres                  | Balogh Cecília   |
| Alejandro Nones      | Paulo Castellanos de Alba                | Szatmári Attila  |
| Mar Contreras        | Lucía Álvarez Granados                   | Urbán Andrea     |
| Patricio Borghetti   | Martín Robles Ayala                      | Markovics Tamás  |
| Juan Sahagún         | Ramón Sánchez                            | Garamszegi Gábor |
| Gloria Aura          | Patricia "Paty" Nájera Valverde de Gómez | Sánta Annamária  |
| Guillermo Zarur      | Porfirio Valverde                        | Varga Tamás      |
| Eugenia Cauduro      | Vanessa Coronel (ex-)de Alcázar          | Román Judit      |
| Joana Brito          | Ignacia "Nachita" de Medina              | Réti Szilvia     |
| Willebaldo Lopez     | Pedro Medina                             | Kajtár Róbert    |
| Jéssica Segura       | Rosa "Rosita" Chávez Aguirre             |                  |
| Elena Torres         | Magda Villagrán                          | Kelemen Kata     |
| Eduardo Carabajal    | Darío                                    | Magyar Bálint    |
| María Dolores Oliva  | Gema                                     |                  |
| Hugo Aceves          | Rodolfo Méndez "Fito"                    | Varga Rókus      |
| Monserrat de León    | Griselda                                 |                  |
| Hortensia Gramajo    | Reina                                    |                  |

## Érdekességek
- Angelique Boyer és Sebastián Rulli később ismét együtt játszottak a Szerelem zálogba és az Ana három arca című telenovellákban, illetve 2014–től a valóságban is egy párt alkotnak.
- Angelique Boyer , Sebastián Rulli , Alejandro Ávila, Isabella Camil és Margarita Magaña később ismét együtt játszottak a Szerelem zálogba című telenovellában.
- Ana Brenda Contreras,Daniel Arenas és Manuel Landeta később együtt játszottak a Maricruz című telenovellában.